# Mòng biển dung nham
Leucophaeus fuliginosus là một loài chim trong họ Laridae.